# BF Logistics
BF Logistics s.r.o. (VKM: BFL) je český železniční dopravce, zabývající se nákladní dopravou. Společnost se zabývá také pronájmem lokomotiv (tzv. lokpool).
Společnost byla založena v roce 2005 a jejím sídlem je Praha.

## Činnost společnosti
Vedle vnitrostátní dopravy se společnost zabývá také mezinárodní dopravou, kde využívá kooperace se zahraničními dopravci, např. PTKiGK Rybnik ve směru do Polska nebo SŽDS ve směru na Slovensko. V roce 2010 se firma podílela na intervenčních vývozech obilí z Česka do západní Evropy. Od listopadu 2010 firma přepravovala prázdné kontejnery mezi vnitrozemskými terminály Gliwice a Regensburg ve spolupráci s polským dopravcem PKP Cargo a rakouským RTS Rail Transport Service, se kterým spolupracovala i při jiných přepravách.
BFL byla oprávněna provozovat drážní dopravu také na území Slovenska a to na základě smlouvy s Železnicemi Slovenskej republiky schválené slovenským drážním úřadem ÚRŽD rozhodnutím ze dne 11. 5. 2009. Později však společnost slovenský trh opustila.

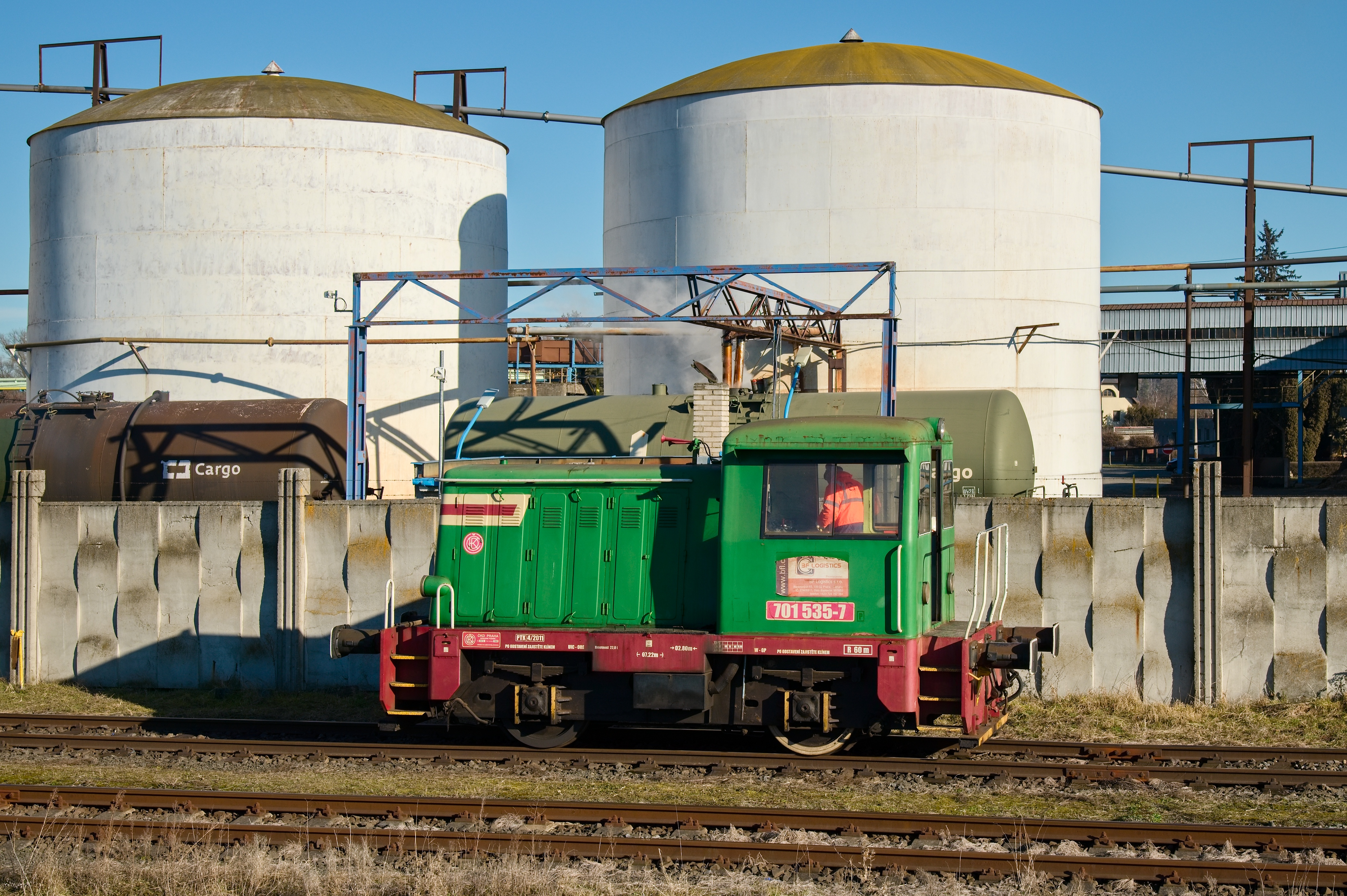
Lokomotiva 701.535 BFL na vlečce opavského cukrovaru

Společnost také provozuje železniční vlečky, mj. v cukrovarech Hrušovany nad Jevišovkou a Opava-Vávrovice. Na počátku roku 2018 společnost provozovala celkem 29 vleček. V návaznosti na provozování vleček cukrovarů se společnost dlouhodobě zabývá také přepravou melasy.

## Podíl na trhu
Ve statistikách Správy železniční dopravní cesty se společnost BFL objevila poprvé v roce 2008, kdy měla podle nich na českém trhu nákladní železniční dopravy podíl 0,16 % (podle hrubých tunových kilometrů). Jednalo se tehdy o šestou nejvýznamnější firmu v oboru (společně s firmou Ostravská dopravní společnost se stejným podílem). Postupně podíl BFL na trhu stoupal až na 1,14 % v roce 2016 (9. místo na trhu). V dalších letech už byla pozice firmy v žebříčku překonána jinými dopravci a Správa železnic tak už samostatné údaje pro BF Logistics neuváděla.

## Lokomotivy
V roce 2022 společnost vlastnila elektrickou lokomotivu 182.087 a motorové lokomotivy 701.535, 741.517, 741.518, 742.615, 742.627
a 770.536. Další elektrickou lokomotivu řady 182 odkoupenou z Polska vlastnila společnost do roku 2016.
Podle potřeby si společnost pronajímala i stroje od jiných firem, šlo např. o stroje řady 740 od České lokomotivky Kolín nebo motorové lokomotivy dalších řad od firmy Lokotrans Servis (např. stroje řad 721 či 744.5).